# Термопанелі

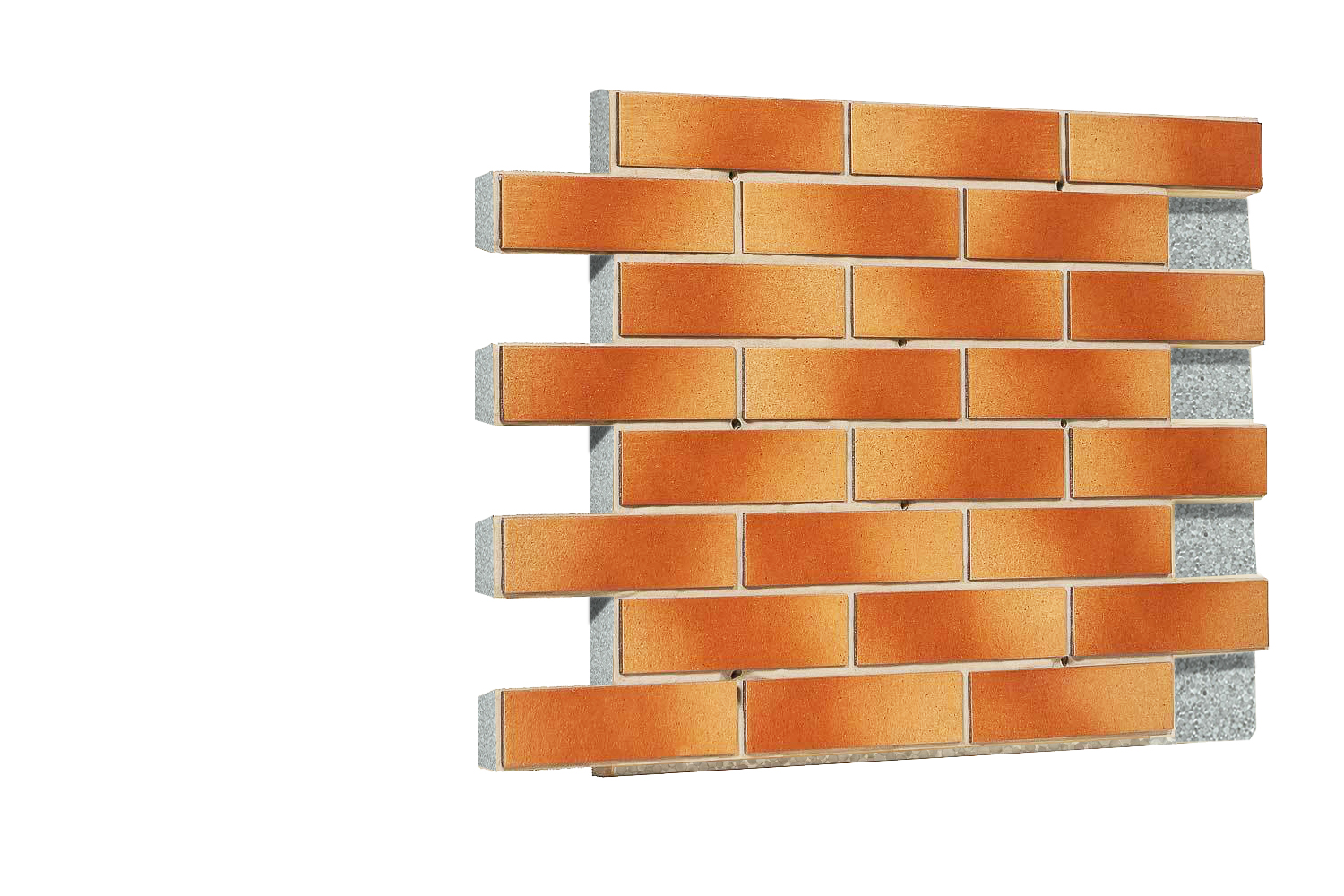
Термопанель

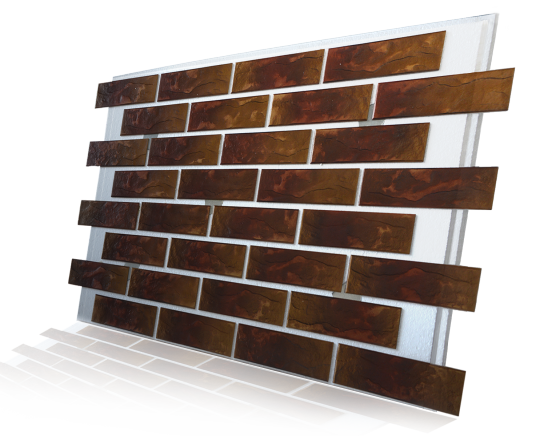
Термопанель

Термопанель — композиційна система, що складається з теплоізоляційного матеріалу пінополіуретану (ППУ), пінополістиролу (ПСБ-С, ППС, EPS) або екструзійного пінополістиролу (ЕППС, XPS), декоративного шару з різних матеріалів (клінкерної чи керамічної плитки, керамограніту, бетону, акрилової штукатурки) і клейового складу, використовуваного для приклеювання декоративного шару на теплоізоляційну основу термопанелі. Покращена конструкція термопанелі додатково може включати замок шип-паз чи чверть по периметру, призначений для виключення виникнення містків холоду при монтажі термопанелей.
При оздобленні більшості різновидів будівель використовують окремий вид покриття — фасадні термопанелі. Вони вирізняються гарним виглядом, високою механічною стійкістю, а також теплозберігаючими характеристиками. Інша назва покриття такого виду — клінкерні термопанелі.
Основною складовою фасадних термопанелей є пінополіуретан чи пінополістирол. Завдяки його гарним теплоізоляційним властивостям це практично найкращий вибір для такого виду покриття. Головним складником цього матеріалу є маленькі пухирці повітря. Завдяки цьому ці утеплювачі є надійними з тривалим терміном експлуатації, який становить до 50 років.
Переваги фасадних термопанелей:
- екологічна безпечність;
- монтаж в короткі терміни;
- монтаж сухим методом протягом цілого року за допомогою пінополіуретанової піни;
- не потребує спеціального догляду;
- не вбирає вологу, тобто не може бути вражений грибком або цвіллю;
- довгий термін експлуатації;
- механічно міцні та стійкі до негативного впливу навколишнього середовища.

Недоліки фасадних термопанелей:
- індивідуальне виготовлення зі значним терміном виробництва;
- монтаж бажано виконувати на вирівняну поверхню;
- дещо вища вартість у порівнянні із традиційними видами утеплення.